# Troll (forskningsstation)

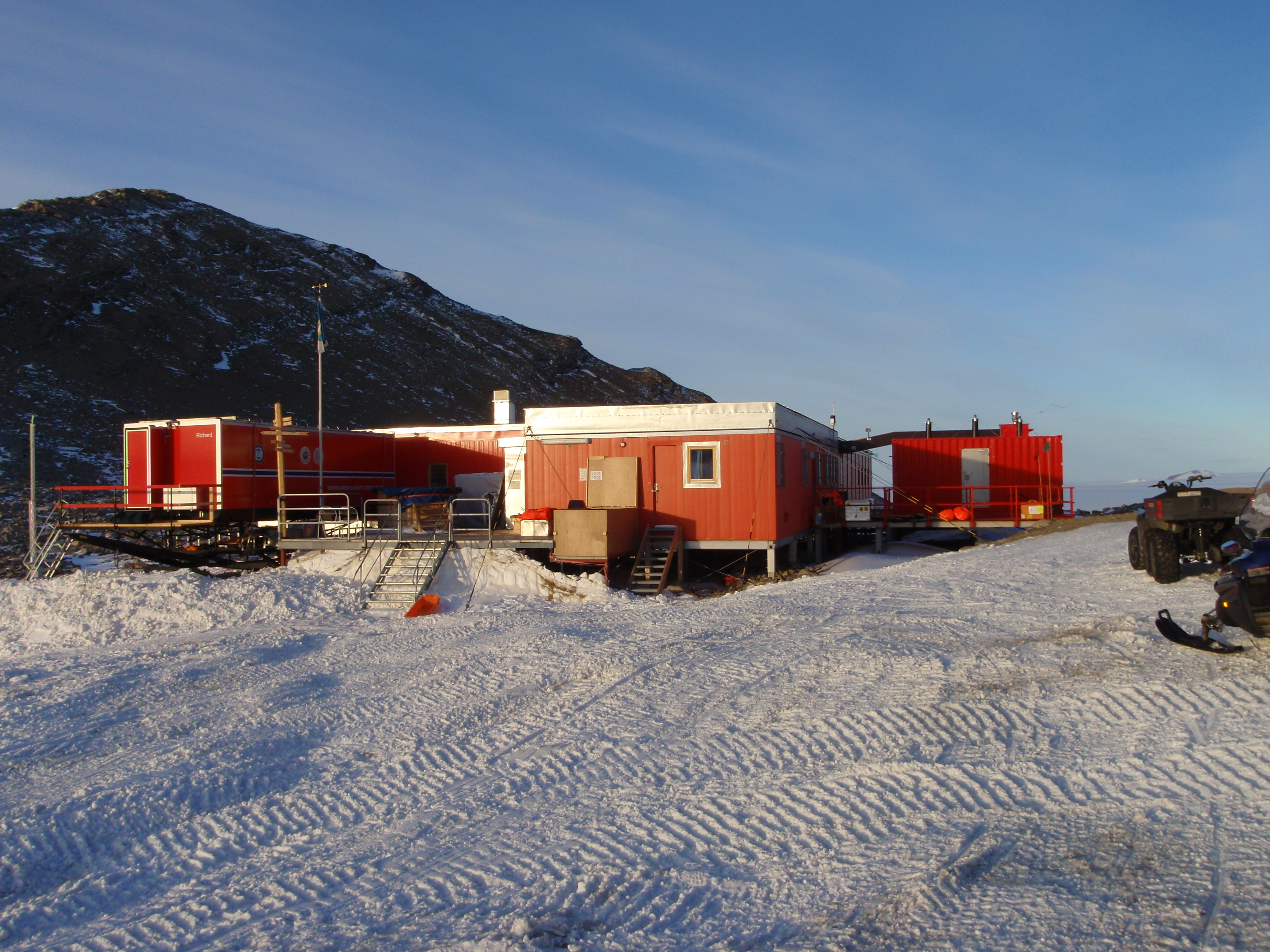
Troll vid solnedgång tidig november 2009

Troll är en norsk forskningsstation i Drottning Mauds land i Antarktis som grundades 1989–1990 på 1 275 m höjd i Jutulsessen, 235 km från kusten. Till skillnad från de flesta andra forskningsstationer i Antarktis är stationen byggd på berggrund som bryter igenom is-shelfen. 

## Den första stationen
Den första Trollstationen upprättades av den norske Antarktis-expeditionen 1989/90 och var en lätt konstruktion på 100 m². Stationen var bara lämplig för användning under sommarhalvåret, från november til februari. Transport av folk och utrustning in till forskningsstationen skedde med kustbevakningsfartyget KV Andenes från Norge via Sydamerika till iskanten i Antarktis, för att därefter fraktas med bandvagnar över 235 km in på kontinenten.

## Helårsstation
Till Norsk Polarinstitutts 75-årsjubileum beviljade det norska Miljøverndepartementet medel till att uppgradera Troll till en helårsstation. Huvudarbetet med uppförandet av den nya stationen avslutades i februari 2005 och blev utfört av Statsbygg. Stationen har en modulär uppbyggnad och består av 35 standardcontainrar och 115 ton stålfundament. Stationen har efter utbyggnaden en area på 400 m², och tål temperaturer ned till –60°C och vindhastigheter upp till 60 meter i sekunden. Troll drivs av Norsk Polarinstitutt och har plats för 20 personer.
Den 12 februari 2005 invigdes nya stationen av drottning Sonja. Norge blev därmed den sista nationen med territoriellt anspråk i Antarktis att öppna en helårsstation.

## Forskning
Norsk institutt for luftforskning (NILU) företar vetenskapliga mätningar av bland annat aerosoler, miljögifter, marknära ozon och kvicksilver, stratosfärisk ozon och UV-strålning.
Den 19 januari 2008 lade dåvarande statsminister Jens Stoltenberg ned grundstenen till Norsk Romsenters Galileostation, som skall övervaka kvaliteten på signalerna i Galileo. Stationen på Trollbasen blir den sydligaste av de 30 stationerna i EU:s övervakningssystem.
Dessutom har Meteorologisk institutt automatisk insamling av väderdata, men inte för närvarande med helårsdrift.